# Zauvijek zajedno
Zauvijek zajedno (španj. Vuelve a mí) je meksička telenovela u produkciji Telemunda koju su kreirali Sergio Mendoza i Amaris Paez. Serija se emitirala na Telemundu od
9. listopada 2023. do 16. veljače 2024. Naslovne uloge igraju William Levy i Samadhi Zendejas. U Hrvatskoj se emitira od 17. listopada 2024. na HTV 1.

## Likovi
- William Levy kao Santiago Zepeda: Najstariji sin obitelji Zepeda od očeve pokojne prve žene. Bivši zatvorenik koji je proveo pet godina u zatvoru zbog zločina koji nije počinio, Santiago se nastoji suočiti s onima koji su mu smjestili kako bi oprao svoje ime. 
- Samadhi Zendejas kao Nuria García: Marljiva Meksikanka iz Ciudad Juáreza koja je samohrana majka puna ljubavi svom jedinom djetetu, Andrésu. Nuria postaje shrvana zbog nestanka svog sina, sve dok ne pronađe razlog za život kada upozna Santiaga.
- Kimberly Dos Ramos kao Liana Corrales: Snažna i perfekcionistička žena s mračnom prošlošću. Liana je posvojena članica obitelji Zepeda koja je jedna od rukovoditeljica korporacije Grupo Zepeda.
- Ximena Herrera kao Amelia San Román: Brauliova bogata žena koja je vlasnica zaklade za djecu koja se zove Fundación San Román. Amelia je legalno usvojila Juanita u svoju obitelj i razvija vezu s Diegom.
- Ferdinando Valencia kao Braulio Zepeda: Robertov ambiciozni najmlađi sin od njegove druge žene Marthe. Braulio je Santiagov polubrat, Amelijin suprug i Nurijin bivši dečko, koji je jedan od rukovoditelja u Grupo Zepeda.
- Rodolfo Salas kao Fausto Meléndez: kriminalac i Consuelin dečko koji je osmislio otmicu Andrésa. Fausto je sposoban spriječiti Consuelo da kaže istinu o Andrésovu nestanku.
- Christian de la Campa kao Diego Carranza: Odgovoran, ljubazan i plemenit čovjek koji je spasio Andrésov život i uspostavio roditeljsku vezu s njim. Diego postaje učitelj umjetnosti u Fundación San Román i zaljubljuje se u Ameliju.
- Laura Flores kao Martha Guevara: Robertova druga žena, Brauliova majka, Santiagova maćeha i Amelijina svekrva.
- Geraldine Galván kao Consuelo García: Nurijina mlađa sestra koja je svjedočila otmici svog nećaka Andrésa. Consuelo je bila zaljubljena u Fausta sve dok ne otkrije istinu i postane žrtva ucjene i zlostavljanja.
- Amaranta Ruíz kao Rosalía García: Nurijina i Consuelova teta i Eugenijina majka, koja živi u pansionu u Mexico Cityju.
- Christian Ramos kao Jeremías Montejo "El Chalo": jedan od stanara pansiona u Mexico Cityju i Nurijin prijatelj iz susjedstva. Chalo također traži pravdu za svoju sestru Esmeraldu.
- Anna Sobero kao Aída Jiménez: domaćica obitelji Zepeda i Marthina najbolja prijateljica.
- Anthony Álvarez kao Isidro Sánchez "El Tigre": Brauliov tjelohranitelj i čovjek od povjerenja, koji se planira osvetiti obitelji Zepeda.
- Eduardo Ibarrola kao Raymundo: Jedan od stanara pansiona u Mexico Cityju, koji razvija romantičnu vezu s Rosalijom.
- Ariana Saavedra kao Eugenia López: Nurijina i Consuelova sestrična i Rosalijina kći koja sanja o tome da postane modna dizajnerica. Eugenia je također zaljubljena u Chaloa.
- Diego Klein kao Jacinto Bermúdez: Pošteni policajac u Ciudad Juárezu te Nurijin i Consuelin prijatelj iz djetinjstva. Jacinto također gaji iskrene osjećaje prema Consuelo.
- Leonardo Daniel kao José María Mercado "El Chema": Santiagov zatvorenik i Violetin otac.
- Fernando Ciangherotti kao Roberto Zepeda: Patrijarh obitelji Zepeda i predsjednik korporacije Grupo Zepeda.
- André Sebastián kao Andrés García / Juanito Zepeda: Nurijin sedmogodišnji sin kojeg je oteo Fausto i kasnije gubi sjećanje u nesreći. Uspostavlja blisku vezu s Diegom i postaje posvojeni sin obitelji Zepeda.
- Jorge Luis Pila kao Alberto Robles: Santiagov najbolji prijatelj i pouzdani saveznik, koji također radi kao odvjetnik.
- Víctor Cámara kao Mariano Salas: Marthin bivši ljubavnik i Cassandrin biološki otac.
- Juan Pablo Llano kao Gregorio Fernández "El Sapo": nemilosrdni vođa kartela Bajío.
- Carlos Mata kao Valentín San Román: Amelijin otac, koji je poslovni partner obitelji Zepeda.
- Jéssica Cediel kao Celia Suárez: Diegova bivša žena i Danitina majka. 
- Denisse Novoa kao Carmencita: Raymundova kći, koja razvija osjećaje prema Eugeniji.